# Abramo Pagani
Abramo Pagani (Torino, 17 luglio 1941 – Ascoli Piceno, 19 agosto 2024) è stato un calciatore italiano, di ruolo difensore o centrocampista.

## Carriera
Dopo gli esordi in Serie D con la Novese nel 1960, passò alla Sambenedettese disputando quattro campionati di Serie B per un totale di 99 presenze e 9 reti. Nella stagione 1966-1967 passò in Serie C col Pescara e l'anno dopo in D col Brindisi, con il quale l'anno successivo disputò il torneo di C. Nella stagione 1969-1970 passò al Del Duca Ascoli con il quale disputò quattro campionati, l'ultimo dei quali in Serie B nell'edizione 1972-1973. Chiuse la carriera in Serie D giocando tra le file dell'Anconitana.